# 耶律阿没里
耶律阿没里（やりつ あぼつり、生没年不詳）は、遼（契丹）の政治家・軍人。字は蒲隣。遙輦氏の嘲古可汗の四世の孫にあたる。

## 経歴
保寧年間、南院宣徽使となった。統和元年（983年）、皇太后が称制すると、阿没里は耶律斜軫とともに国政の議論に参加し、都統となった。10月、高麗に対する征戦に参加した。功績により北院宣徽使に転じた。統和2年（984年）2月、女直を討つよう上奏した。4月、蕭勤徳とともに女直を攻撃して凱旋し、政事令を兼ねた。10月、彰徳軍節度使となった。統和4年（986年）春、北宋の曹彬・米信らが燕雲十六州奪回のために進攻してくると、阿没里は耶律休哥を補佐して都監となり、宋軍を撃破した。統和12年（994年）、盗賊が横行していたため、阿没里は禁捕法を立てた。
ときに、反乱を起こした者の兄弟は、連絡しあっていなくても連座して罪に落ちることとなっていた。阿没里はこれを不合理として、同居の兄弟であっても事情を知らなかった者は連座を免れるよう進言した。皇太后は阿没里の意見を聞き入れてそのとおりにした。
阿没里は収斂を好んだ。統和13年（995年）6月、征戦にあたって捕らえた戸口を集めて城を建てさせ、豊州とした。統和14年（996年）正月、家奴の閻貴を豊州刺史につけたので、当時の人に非難された。後に致仕し、死去した。子の耶律賢哥は、左夷離畢となった。

## 伝記資料
- 『遼史』巻79 列伝第9